# Classe Tacoma
Ne doit pas être confondu avec Tacoma.
La classe Tacoma est une classe de frégates de patrouille d'origine américaine construit durant la Seconde Guerre mondiale.
Elle tient son nom du premier navire de cette classe : l'USS Tacoma, mis en service en 1943, lui-même tenant son nom de la ville américaine de Tacoma dans l'État de Washington.

## Conception
Contrairement à la plupart des navires militaires, cette classe de navires a été construite sous des spécifications commerciales mais non militaires. La qualité en est plus faible mais la construction est plus rapide. De multiples chantiers navals américains, et pas seulement des chantiers militaires, ont contribué à la réalisation de 96 unités.

## Service
Beaucoup de ces navires ont été utilisés pour la lutte anti-sous-marine, et quelques-unes  ont servi dans l'United States Coast Guard (Garde côtière américaine).

21 navires ont été transférés à la Royal Navy en vertu de la Lend-Lease (loi prêt-bail).

28 navires ont été envoyés à la Marine soviétique pour préparer une invasion de l'empire du Japon en 1945, un a été endommagé et les 27 autres rendus en 1949.
Après la guerre, beaucoup de ces navires ont été transférés aux forces navales de différents pays comme le Japon (18 unités), Mexique, le Pérou, la Corée du Sud (5), France (4 dont La Place (F713) coulé en 1950 par une mine et Le Verrier (F716) désarmé en 1958), Grèce, Cuba, Belgique (Lieutenant ter Zee Victor Billet (F910)) , la Colombie et Taïwan, qui a servi en moyenne jusqu'aux années 1970 et 1980.